# De bosbollebozen
De bosbollebozen is een stripverhaal van Suske en Wiske.
Het album is geschreven door een scenario- en tekenteam onder leiding van Peter Van Gucht en Luc Morjaeu. De eerste albumuitgave was eind april 2008. Het verhaal is speciaal gemaakt voor de firma Tetra Pak, een Zweeds bedrijf dat kartonnen verpakkingen voor de voedingsindustrie wereldwijd vervaardigt.

## Locaties
Dit verhaal speelt zich af op de volgende locaties:
- België, laboratorium, Zweden, boomkwekerij, papierfabriek

## Personages
In dit verhaal spelen de volgende personages mee:
- Suske, Wiske, Lambik, tante Sidonia, Jerom, professor Barabas, professor Bark, vrouw, boeven, agent, bestuurder, Krimson, Achiel (bediende), directeur

## Uitvindingen
In dit verhaal spelen de volgende uitvindingen een rol:
- gyronef, supersap

## Het verhaal
Als Wiske een net op wil hangen in de tuin, neemt een knotwilg de benen. Professor Barabas en professor Bark achtervolgen de boom, maar raken hem kwijt. Professor Bark vertelt dat hij bij de grootste boomkwekerij van Zweden werkt en een supermest wilde ontwikkelen. Een mengsel werd over een wilgje gegoten, waarna de boom kon praten en ervandoor ging. Suske en Wiske zien hoe de boom in een bus wordt getrokken, maar Jerom kan het voorkomen. De boom wordt aangereden en gewond meegenomen door de vrienden. Professor Bast legt uit dat de boomkwekerij bomen plant om ecologisch papier en karton te maken voor Tetra Pak-verpakkingen. Dit is ten nadele van olieverwerkende bedrijven die plastic maken. 
De boeven zijn bij Krimson en volgen de gebeurtenissen bij de vrienden op tv-schermen, er zijn camera's geplaatst. Professor Bark wil verder werken in zijn geheime laboratorium als de boeven binnendringen. Jerom gooit de mannen naar buiten en de vrienden kunnen ontsnappen. De vrienden vertrekken met de gyronef naar Zweden, er is nu een gps aan boord. De gyronef wordt neergeschoten door een helikopter van de boeven en stort in een meer. De vrienden pakken de Tetra Pak-verpakking en varen met kano's de rivier op, de boeven volgen in een kano. De vrienden komen bij een waterval en Jerom redt zijn vrienden, maar stort zelf naar beneden. Suske doet alsof hij het supersap naar beneden gooit en de boeven pakken het pakketje, waarna Suske en Wiske kunnen ontsnappen. 
Jerom verslaat de boeven en beklimt de waterval. Achiel en Krimson bekijken de tapes, maar komen niet achter de locatie van het geheime laboratorium. De vrienden komen bij de boomkwekerij en worden beschoten door de helikopter. Ze komen bij een jagershut, die door de helikopter wordt opgeblazen. De vrienden zijn vermomd als elanden ontsnapt en Jerom kan de helikopter verslaan met een intelligente raket. Jerom verslaat de boeven bij de papierfabriek, maar het pak met het groeimiddel is door een kogel doorboord. Krimson vliegt met een jet naar Zweden en kan het groeimiddel van professor Bark afpakken. Hij heeft via de tapes ontdekt dat de echte vloeistof groen was, de vrienden kregen gewoon water mee van de professor. 
Krimson gebruikt het groeimiddel op een boom op zijn dakterras. De boom verslaat de boeven en de vrienden verslaan Krimson. Jerom legt de situatie uit aan de boom en deze wil dan graag zijn sap afstaan om het groeimiddel te analyseren. Krimson kan met hulp van Achiel ontsnappen en schiet een pijltje op de boom af. De boom verdort en vertelt dat bomen belangrijk zijn voor het milieu. De boom wordt naar de fabriek gebracht om tot karton verwerkt te worden. Enkele maanden later komen Suske en Wiske bij professor Barabas. Hij heeft een kerstboom gekocht en gaf hem per ongeluk water met de gieter waar ooit het supersap in zat. De boom blijft continu kerstliedjes zingen.